# Уорикский университет
Университе́т Уо́рик или Уо́рикский университет (англ. The University of Warwick) — университет в Ковентри, графство Уэст-Мидлендс, Великобритания. Входит в состав группы M5 Universities.

## История
Уорикский университет был основан в 1965 году, в период создания «университетов из листового стекла». Хотя он расположен ближе к городу Ковентри, название было дано в честь Уорика. В первый год было принято 450 студентов.
В 1979 году в состав университета был включён Образовательный колледж Ковентри (англ. Coventry College of Education), а в 2004 году — Международный растениеводческий исследовательский институт (англ. Horticulture Research International).

## Обучение
Состоит из трёх факультетов — факультет искусств, факультет наук, инженерии и медицины и факультет социальных наук.

## Места в рейтингах
- 62 место в мире по версии QS World University Rankings, март 2020[2];
- 77 место в мире по версии Times Higher Education World Rankings, март 2020[3];
- 101—150 место в мире по версии Shanghai Jiao Tong Academic Ranking of World Universities, 2019[4].